# Gold Apollo
Gold Apollo Co, Ltd és un fabricant taiwanès de sistemes cercapersones (mensàfons).

## Descripció general
Fundada per Hsu Ching-kuang a l'octubre de 1995, Gold Apollo fabrica cercapersones POCSAG / FLEX. Inicialment, l'empresa només fabricava cerca persones numèriques i se centrava en el mercat nacional. No obstant això, el 1999, quan Chunghwa Telecom de Taiwan va anunciar que ja no emetria números de cercapersones, el mercat de cercapersones va col·lapsar de la nit al dia. En resposta, Gold Apollo va començar a buscar activament exportar els seus productes a lestranger. El 2011, Gold Apollo es va convertir en un dels pocs experts mundials en cercapersones, situant-se com la major empresa de cercapersones del mercat nord-americà i la segona més gran d'Europa.
- Àsia Pacífic : Austràlia, Bengala, Índia, Indonèsia, Singapur, Taiwan
- Orient Mitjà : Iran, Israel, Jordània, Líban, Aràbia Saudita, Unió dels Emirats Àrabs Units
- Amèrica del Nord : Estats Units
- Europa : Àustria, Bèlgica, Xipre, República Txeca, Dinamarca, Finlàndia, França, Alemanya, Països Baixos , Itàlia, Lituània, Noruega, Polònia, Portugal, Romania, Rússia, Eslovènia, Espanya, Suècia, Suïssa, Turquia
- D/A/CH: Alemanya, Suïssa, Àustria... Distribuïdor HMK Telekommunikation GmbH

## Manipulació i explosions
El 2024, un tercer va manipular un enviament de cerca persones al grup islamista polític i militar libanès Hezbollah, afegint-los explosius i un mecanisme detonador. Segons funcionaris nord-americans informats sobre l'operació, consultats de manera anònima, Israel podria haver estat el responsable de manipular els dispositius.
El 17 de setembre del 2024, uns 5.000 cercapersones Gold Apollo AR924 van explotar simultàniament al Líban i altres llocs de Síria, al voltant de les 15.30 hora local. Els cercapersones van emetre un xiulet, després van fer una pausa i després van detonar, donant temps a les víctimes a acostar el buscapersones a les seves cares per llegir el missatge esperat. Vint persones van morir i unes 2.800 van resultar ferides, dos terços de les quals van necessitar cirurgia a la cara, els ulls o les mans, i moltes van haver de patir amputacions. Les lesions es van produir predominantment a la cara i les mans (quan s'estava llegint el missatge) o al maluc (on se solen portar els cercapersones). Les explosions semblaven ser un atac coordinat contra Hezbol·là.

## Investigacions
El fundador de Gold Apollo, Hsu Ching-kuang, va dir als periodistes que la companyia no va fabricar els cercapersones en qüestió, que van ser fabricats per BAC Consulting KFT, una companyia amb seu a Budapest, Hongria, sota un acord de llicència que havia estat vigent durant tres anys. [ BAC Consulting KFT ha cooperat amb Gold Apollo i representa molts dels seus productes.
Una investigació preliminar del Ministeri d'Afers Econòmics de Taiwan indica que entre el 2022 i l'agost del 2024, Gold Apollo va exportar aproximadament 260.000 cercapersones des de Taiwan. Entre gener i agost del 2024 es van enviar 40.929 unitats, principalment a Europa i Estats Units. No s'han registrat incidents d'explosions similars als reportats als mitjans de comunicació relacionats amb aquest lot de dispositius, i no hi ha registres d'exportacions directes al Líban. La Fiscalia del Districte de Shilin ha iniciat una investigació per aclarir a fons els fets del cas.
La directora general de BAC Consulting, Cristiana Bársony-Arcidiacono, va confirmar la col·laboració de l'empresa amb Gold Apollo i va afirmar que no fabriquen cercapersones, sinó que només serveixen com a intermediaris, sense revelar detalls sobre el fabricant contractat.
El 19 de setembre, sota la direcció dels fiscals, l'Oficina de Recerca del Ministeri de Justícia va citar el fundador de l'empresa, Hsu Ching-kuang, per interrogar-lo. Segons els registres d'enviament confiscats i el contracte entre Gold Apollo i BAC, BAC havia comprat diversos lots de cercapersones de Gold Apollo tres anys abans. Dos anys abans, BAC havia sol·licitat permís per fabricar els cercapersones i utilitzar la marca registrada de Gold Apollo, pagant-li a Gold Apollo 15 dòlars nord-americans per cada unitat venuda.